# ديناميكية التواصل
في علم اللغة، تعتبر ديناميكية التواصل واحدة من المفاهيم الأساسية لنظرية منظور الجملة الوظيفية، التي طورها بشكل أساسي جان فيرباس وطلابه في مدرسة براغ للغويات.
توصف ديناميكية التواصل بشكل أساسي بأنها «ظاهرة يتم عرضها باستمرار بواسطة العناصر اللغوية في عملية الاتصال. وهي صفة متأصلة في الاتصال وتتجلى في التطور المستمر نحو تحقيق الهدف الاتصالي؛ بعبارة أخرى، نحو تحقيق غرض تواصلي.» 

أثبتت الأبحاث المكثفة في منظور الجملة الوظيفية أن الديناميكية التواصلية هي مسألة درجة:
«عند الدخول في تدفق الاتصال، يكتسب المعنى الذي ينقله العنصر اللغوي صفة المعلومات ويشارك في تطوير الاتصال وفي تحقيق الغرض التواصلي. ينتج عن التعديل الخطي التأثير التالي في حال لم يتأثر بعوامل أخرى. وكلما اقترب العنصر من نهاية الجملة، زاد مدى مساهمته في تطوير الاتصال وإتمامه. على الرغم من أن العنصر الذي يحدث في البداية يساهم بشكل أقل في ذلك إلا أن العنصر الذي يحدث أخيراً يساهم بشكل كبير في هذا التطور. العناصر التي لا تحدث في البداية ولا في النهاية مرتبة بين الاثنين. وبهذا يثبت العنصر الذي يحدث أخيراً أنه العنصر الأكثر ديناميكية في الجملة؛ لأنه يكمل تطوير الاتصال، وهو العنصر الذي يُنظر إليه فالاتصال. العناصر الأخرى مرتبة بينهم، وتعرض جميع العناصر درجات مختلفة من ديناميكية الاتصال.» 
تم إدخال مفهوم الديناميكية التواصلية في علم اللغة من قبل جان فيرباس في عام 1956 في دراسة تسمى ملاحظات حول مسألة ترتيب الكلمات الإنجليزية من حيث بنية الجملة الحالية. اليوم، تم ترسيخ المصطلح في القواعد النحوية الأكاديمية الرئيسية، وكذلك في المراجع العامة في اللغة واللغويات:
- «تشير ديناميكية التواصل إلى تباين القيمة التواصلية بين أجزاء مختلفة من الكلام.» [4]
- «دينامية التواصل : الاختلاف في أهمية أو بروز أجزاء مختلفة من الكلام في نقل الاتصال.» [5]

## المزيد من المصادر
- ليبوس دوسكوفا ، «التوزيع الأساسي للديناميكية التواصلية مقابل الإشارة غير الخطية لمنظور الجملة الوظيفية» إيفا هاجيتشوفا وتوماس هوسكوفيتش وأولدريتش ليسكا وبيتر سجال وزدينا سكومالوفا (محرران): أوراق براغ اللغوية (3)، أمستردام: جون بنجامينس، 1999، ص. 249-261. https://doi.org/10.1075/plcp.3
- ليبوس دوسكوفا ، «الانحرافات عن التوزيع الأساسي للديناميكية التواصلية كمؤشر للأسلوب»، دراسات برنو باللغة الإنجليزية 41 (1)، 2015، ص. 29-40. https://digilib.phil.muni.cz/bitstream/handle/11222.digilib/134762/1_BrnoStudiesEnglish_41-2015-1_4.pdf
- جان فيرباس، «حول مفهوم الديناميكية التواصلية في نظرية منظور الجملة الوظيفية»، وقائع كلية الآداب في جامعة برنو A19 ، 1971، ص 135 - 144. Https: //digilib.phil.muni. cz / bitstream / handle/11222.digilib/100731/A_Linguistica_19-1971-1_14.pdf
- جان فيرباس، «حاملات الديناميكية التواصلية» في جونتر وايز (محرر): دراسة اللغة الوظيفية الاتصالية 1، هال أن دير سال: جامعة مارتن لوثر، 1981، ص 80-86.
- جان فيرباس، «حول عملية ديناميكية التواصل في منظور الجملة الوظيفية»، مساهمات لوفين 76، 1987، ص. 289-304.
- جان فيرباس، منظور الجمل الوظيفية في التواصل الكتابي والمنطوق، كامبريدج: مطبعة جامعة كامبريدج، 1992. https://doi.org/10.1017/CBO9780511597817
- جان فيرباس، منظور الجمل الوظيفية في التواصل الكتابي والمنطوق، كامبريدج: مطبعة جامعة كامبريدج، 1992. https://doi.org/10.1017/CBO9780511597817
- جان فيرباس، «الديناميكية التواصلية» في كتيب البراغماتية، أمستردام / فيلادلفيا: جون بنجامينز، 1999. https://doi.org/10.1075/hop.5.comm4
- أليش سفوبودا ، فصول من التركيب الوظيفي، براغ: دار النشر التربوية الحكومية، 1989.
- لودميلا أوليروفا وأليش سفوبودا، «مجال التوزيع» بيتر كارليك، وماريك نيكولا، وجانا بليسكالوفا (محرران): CzechEncy - قاموس موسوعي تشيكي جديد، عبر الإنترنت، 2017. https://www.czechency.org/slovnik/DISTRIBU٪C4٪8CN٪C3٪8D٪20POLE (تم الوصول إليه: 25 آذار (مارس) 2021)
- لودميلا أوليروفا وأليس سفوبودا، «مقياس الديناميكيات التواصلية» بيتر كارليك، وماريك نيكولا، وجانا بليسكالوفا (محرران): CzechEncy - قاموس موسوعي تشيكي جديد، عبر الإنترنت، 2017. https://www.czechency.org/slovnik/STUPNICE٪20V٪C3٪9DPOV٪C4٪9ADN٪C3٪8D٪20DYNAMI٪C4٪8CNOSTI (تاريخ الوصول: 25 آذار (مارس) 2021)
- لودميلا أوليروفا وأليش سفوبودا، «ديناميكيات تواصلية» بيتر كارليك وماريك نيكولا وجانا بليسكالوفا (محرران): CzechEncy - قاموس موسوعي تشيكي جديد، على الإنترنت، 2017. https://www.czechency.org/slovnik/V٪C3٪9DPOV٪C4٪9ADN٪C3٪8D٪20DYNAMI٪C4٪8CNOST (تم الدخول في 25 آذار (مارس) 2021)